# Râul Löcknitz (Elba)
Löcknitz este un râu cu o lungime de 66 km, afluent de dreapta al Elbei.